# 2011 US 오픈 컵 결승
2011 Lamar Hunt US Open Cup 결승전 은 2011년 10월 4일 워싱턴 주 시애틀의 센추리링크 필드에서 열린 시애틀 사운더스 FC와 시카고 파이어 간의 축구 경기이다. 이 경기는 미국 축구 연맹 (US Soccer)에 소속된 아마추어 및 프로 축구 팀들에게 공개된 토너먼트인 2011 US 오픈 컵 의 절정이었다. 이것은 미국 축구에서 가장 오래된 대회인 US 오픈 컵의 98번째 대회였다. 시애틀 사운더스 FC는 프레디 몬테로 와 오스발도 알론소 가 득점한 골로 시카고 파이어를 2-0으로 승리를 거두었다. 관중은 36,615명으로  지난해시애틀이 우승해 개최한 결승전 기록을 갈아치웠다. 시애틀은 1968년 이래로 US오픈컵 3연패를 달성한 최초의 팀이 되었고 98년 대회 역사상 네 번째로 우승한 팀이 되었다.
Sounders FC는 2010년 메이저 리그 축구 시즌 에서 상위 6위 안에 들며 US 오픈 컵 토너먼트 3라운드에 자동으로 진출했다. The Fire는 자동으로 예선을 통과하지 못했고, 공식 토너먼트에 들어가기 전에 두 번의 예선 라운드 를 통과해야 했다. 결승전 이전에 시카고와 시애틀은 2011년에 두 번 만났는데, 시애틀이 한 경기를 이기고 다른 한 경기는 무승부로 끝났다.
결승전은 Fox Soccer 에서 생중계되었다. 이 대회 결승전은 2년 연속  CenturyLink Field에서 열렸다.  2012-13 CONCACAF 챔피언스 리그 우승 팀인 시애틀은  $100,000 상금을 받았다. Chicago는 준우승으로 $50,000의 상금을 받았다. 결승전 이후, 시애틀은 매 라운드마다 개최권을 따내는 것에 대한 비판이 제기되었다. 이에 대응하여, US Soccer는 토너먼트 경기 개최지를 결정하는 규칙의 변경 사항을 발표했다.

## 결승전으로 가는 길
US 오픈 컵은 아마추어 성인 클럽 팀부터 메이저 리그 사커 (MLS)의 프로 클럽까지 모든  미국 축구 계열 팀에게 매년 열리는 미국 축구 대회이다. 2011 토너먼트는 미국에서 98번쨰로 오래된 축구 대회이다.
미국과 캐나다에서 경기하는 팀들이 있는 MLS는 15개의 미국 기반 팀들 중 8개 팀이 토너먼트에  참가하도록 허용되었다. MLS  이전 시즌 리그 순위에서 상위 6개 팀은 자동적으로 토너먼트에 진출하고 나머지 2개 팀은 예선전을 통해 결정된다. 8개의 MLS 엔트리는 토너먼트의 3라운드에서 시작되었다. 2010년, 시애틀 사운더스 FC는 MLS 전체 리그 순위에서 상위 6위 안에 들었고, 2011 US 오픈 컵 3라운드 진출권을 획득했다. 그러나 Chicago Fire는 MLS 6위권 밖에 있는 다른 팀들과 오픈컵 본선 진출을 위한 예선을 치러야 했다.

### 시카고 파이어
2011년 결승전에 오르기 전, Chicago Fire는 14년 역사에서 5번의 US 오픈 컵 결승전에 올랐는데, 이는 MLS 시리즈 중 가장 많은 것이었으며, 가장 최근에는 2006년에 5번의 토너먼트 중 4번을 우승했다. 2011년 3월 30일,  MLS 예선 준결승에서 2011년 오픈 컵 캠페인을 시작했으며 , 일리노이주 피오리아의 시 스타디움 에서 콜로라도 래피즈를 개최했다. 시카고가 하프타임 직전 가스톤 푸에 라리 의 골로 선제골을 넣었다. 후반 1분 만에, Rapids는 Andre Akpan 의 골로 동점골을 넣었다. Akpan의 골에 이어 경기는 시카고의 Jalil Anibaba 가 경기 61분에 결승골을 넣을 때까지 15분 동안 동점을 유지했다. 시카고는 최종 스코어 2-1로 다음 라운드에 진출하였다.
이후 Fire는 캘리포니아 산타 클라라의 Buck Shaw Stadium 에서 San Jose Earthquakes 가 주최하는 두 번째이자 마지막 예선 경기로 관심을 돌렸다. 2011년 5월 24일, 4,124명의 관중 앞에서 열린 경기에서 주최국은 전반전에서 Ellis McLoughlin 과 Justin Morrow 가 각각 14분과 43분에 득점으로 2골을 리드를 잡았다. The Fire는 61분에 Orr Barouch 의 골로 적자를 절반으로 줄였다. 15분 후, Fire는 Yamith Cuesta 의 스트라이크로 동점을 만들었다. 점수는 규정이 끝날 때까지 동점을 유지했고, 연장전으로 이어졌고, 이 기간동안 시카고의 Gonzalo Segares 는 반대 의견으로 퇴장당했다 . Earthquakes의 맨 어드밴티지에도 불구하고, 양측은 연장전에서 동점을 유지했고, 승부 차기 를 유발했다. 페널티 킥 5라운드에서 시카고가 5-4로 앞선 상태에서 San Jose의 Scott Sealy 가 크로스바에서 빗나가면서 슛을 놓쳤고 Fire는 두 번째 예선 승리를 거두고 2011 US Open Cup 토너먼트 3라운드 진출권을 얻었다.
3 라운드에서 Chicago는 USL Pro 디비전의 Rochester Rhinos 와 맞붙었다. Rochester는 6월 28일 Rhinos의 Sahlen 's Stadium 에서 5,558명의 관중 앞에서 경기를 주최했다. Fire의 Diego Cháves 는 경기 37분에 결승골을 넣었고, Fire는 2008년 이래 처음으로 8강 진출권을 획득했다.
2011년 7월 12일, 일리노이주 브리지뷰의 Toyota Park 에서 MLS Eastern Conference 라이벌인 New York Red Bulls와의 8강전이 열렸다. 대부분의 뉴욕 리저브 팀들 을 상대로, Fire는 Orr Barouch의 2 골과 Dominic Oduro 와 Yamith Cuesta가 각각 득점 한 골로 4-0으로 승리했다. 심한 뇌우에 따른 정전으로 인해 게임 시작 시간이 오후 7:30에서 오후 5시로 앞당겨졌고, 약 2,000명의 늦게 도착한 관중이 발생했다. 경기 후, 레드불 팬들의 소란은 Hans Backe 감독이 팀의 예비 선수들과 수석 코치만 시카고로 보낸 이유에 대해 설명하도록 자극했다. 뉴욕은 불과 이틀 전 리그 경기에서 DC 유나이티드에게 패했었다.
2011년 8월 31일, Fire는 준결승전에서 또 다른 USL Pro 팀인 Richmond Kickers를 상대로 경기를 가졌다. 준결승에 진출하는 동안 Kickers는 연속 라운드에서 두 MLS 팀을 꺾었다. 그들은 3 라운드와 8 강전에서 Columbus Crew 와 Sporting Kansas City를 꺾었다. 준결승전은 Fire at Toyota Park에서 8,909명의 관중 앞에서 개최되었다. Fire는 전반 32분 Sebastián Grazzini 의 골로 리드를 잡았다. 전반 61분 시카고는 도미닉 오두로의 골로 2-0 – 앞서갔다. 7분 후, Kickers는 Yomby William 의 골로 리드를 절반으로 줄였다. The Fire는 2-1로 승리하여 US Open Cup 결승에 여섯 번째 진출했다.

### 시애틀 사운더스 FC
We want to accomplish something that no MLS team has done by winning three in a row. Any time we can make an achievement that sets us apart, it's important to our club.

2009년 시애틀 사운더스 FC는 1998년 시카고 파이어 이어 US 오픈 컵 토너먼트 에서 우승한 두 번째 MLS 확장 클럽 이 되었다. 그들은 2010년에 타이틀을 유지하며 2년 연속 우승을 차지했다. 결승전에 앞서 사운더스 FC는 워싱턴 투퀼라 에 있는 스타파이어 스포츠 콤플렉스 에서 US 오픈 컵 홈 경기를 치렀다. 이 시설은 리그 경기를 위한 클럽의 홈 경기장인 CenturyLink Field 보다 작지만 사운더스 FC 대표는 소규모 컵 경기를 위해 Starfire의 분위기를 선호했다.
Sounders FC는 2011년 6월 28 일 워싱턴 주 브레머턴 에서 USL 프리미어 개발 리그의 Kitsap Pumas를 개최하면서 타이틀 방어를 시작했다. 경기는 3,811명의 팬들 앞에서 스타파이어에서 치러졌다. 시애틀은 39분에 Michael Fucito 가 Nate Jaqua 의 헤딩 패스를 성공시키면서 선두를 차지했다. 후반 초반 Fucito는 Mike Seamon 의 패스를 받아 골을 위해 여러 수비수를 제치고 슛을 날리며 리드를 두 배로 늘렸다. Kitsap은 71분에 Nikolas Besagno 가 Robert Christner의 크로스 패스로 득점하면서 컴백을 시도했다. 83분에 Kitsap의 포워드 Warlen Silva가 돌파구에서 거의 동점골을 넣을 뻔했지만 그의 슛은 측면 네팅에 들어갔다. 시애틀은 2-1 승리를 위해 버틸 수 있었다.

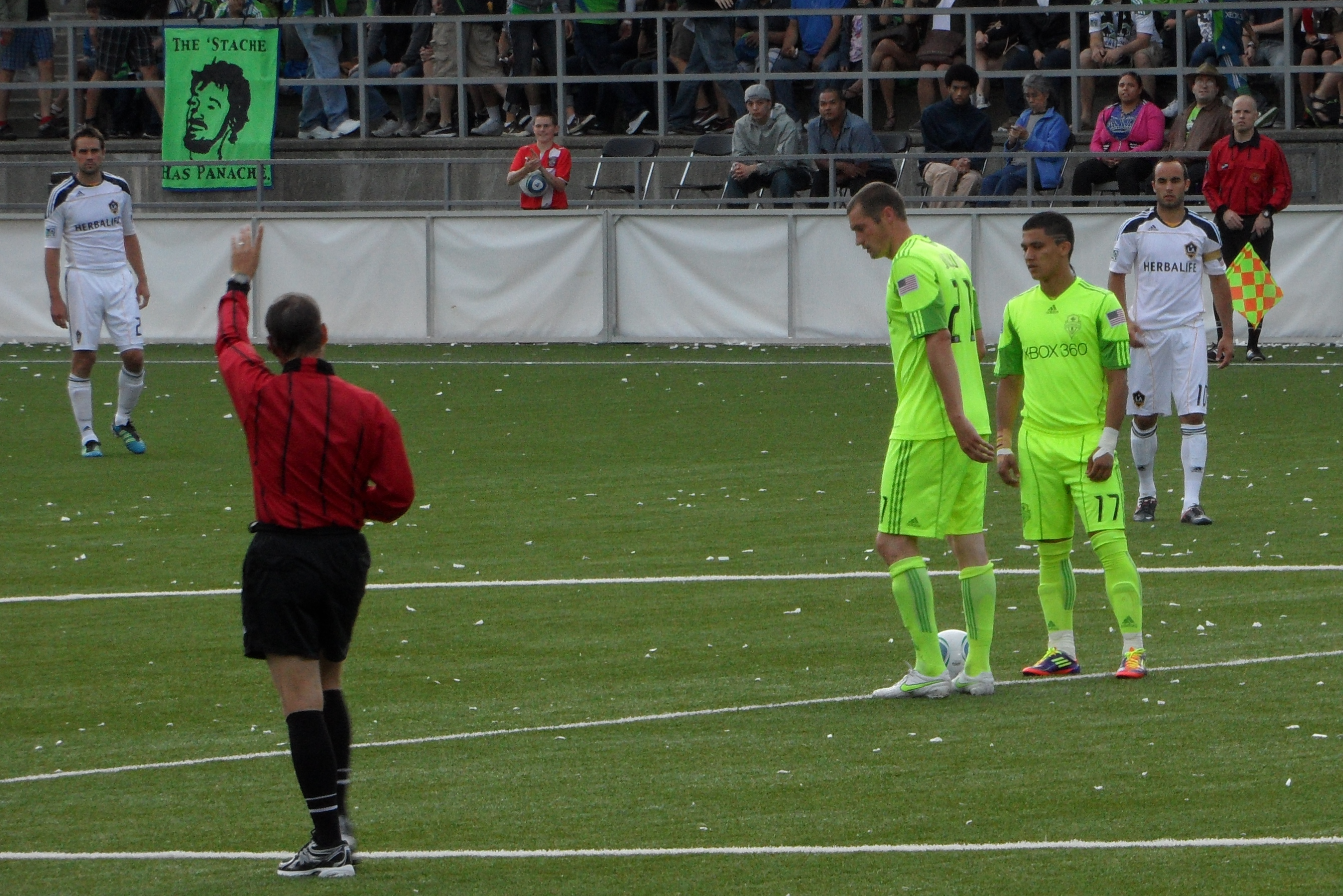
시애틀의 후반전 킥오프 대 LA Galaxy at Starfire.

그런 다음 시애틀은 7월 13일 동료 MLS 팀인 Los Angeles Galaxy 와의 8강전을 개최했다. 경기는 4,322명이 참석한 가운데 Starfire에서 다시 열렸다. Nate Jaqua는 4분에 Pat Noonan 의 패스에 이어 득점했다. 25분에 Jaqua의 어시스트에서 Fredy Montero 가 왼발 슛으로 득점하여 시애틀이 2-0으로 앞섰다. Galaxy는 Adam Cristman 이 Chris Birchall 의 크로스에서 득점하면서 40분에 다시 골을 넣었다. 74분에 시애틀의 미드필더 라마 니글 이 알바로 페르난데스 의 크로스에서 득점해 시애틀의 리드를 2골로 늘렸다.
2011년 8월 30일, 사운더스 FC는 스타파이어 스포츠 컴플렉스에서 4,593명 앞에서 준결승 상대인 FC 댈러스를 개최했다. 두 팀 모두 경기를 위해 첫 번째 팀 선수를 시작했다. 시애틀은 전반 대부분 동안 공격적인 압박을 가했고 후반 40분에 한 골로 돌파했다. 조금 전 바이시클킥 슛으로 빗나간 프레디 몬테로가 골문 앞에서 컬링한 왼발 슛을 날리며 득점에 성공했다. 댈러스는 49분에 마빈 차베스 의 슛이 골대를 맞고 강하게 튕겨져 나왔을 때 거의 동점골을 기록했다. 댈러스는 후반 대부분 공격을 이어갔고, 차베스는 종료 휘슬 직전에 다시 동점골을 넣을 기회가 있었지만 그의 슛은 골대를 넘어갔다. 1-0의 최종 점수로 시애틀은 US 오픈 컵 결승전에서 세 번째 연속 출전을 확보했다. 경기가 끝난 후 달라스의 Schellas Hyndman 감독은 US 오픈 컵 경기의 호스트를 결정하는 방법에 대해 "나에게 이것은 최고의 이벤트 중 하나인 라마 헌트 오픈 컵이다. 입찰 시스템이 아닌 구조이다. 입찰 시스템은 더 높은 입찰가를 제시하기 때문에 한 팀이 게임을 구매하는 것이다." 이어 “돈을 쓰는 비딩 방식이 아니라 더 높은 시드에 갈 수도 있고, 미리 결정될 수도 있다. 그것이 이벤트의 모든 공정성을 가져온다고 생각한다."

## 프리매치

### 장소 선택

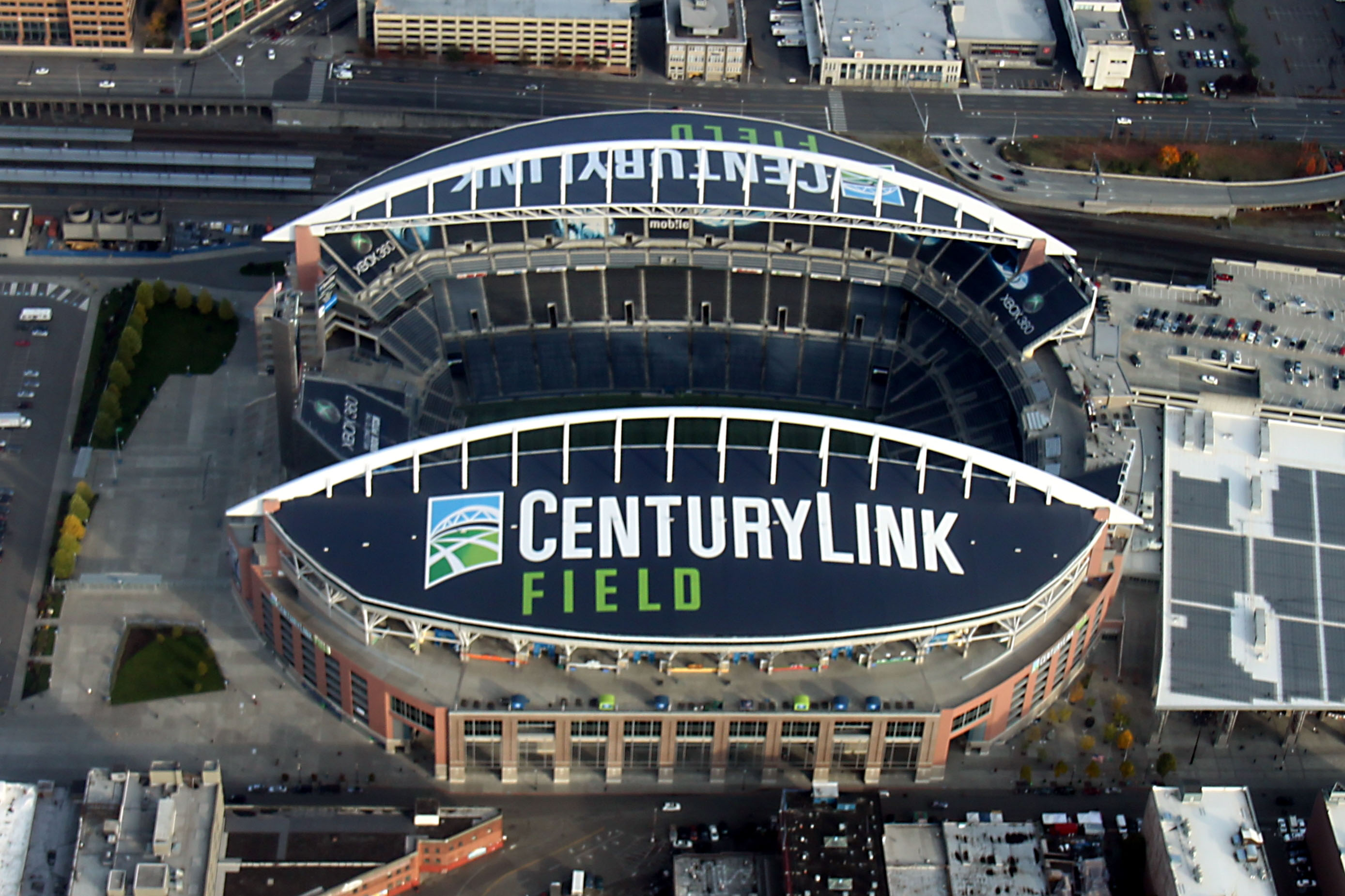
시애틀 센추리링크 필드

2011년 8월 26일, US Soccer는 준결승 결과에 따라 결승전 진출 후보지를 발표했다. 블라인드 입찰 과정을 통해 시애틀이 결승전에 진출하면 상대와 상관없이 2년 연속 센추리링크 필드에서 개최하기로 결정됐다. FC 댈러스가 준결승에서 사운더스 FC를 물리쳤다면 다른 준결승전 결과에 따라 텍사스주 프리스코에 있는 피자헛 파크 에서 리치몬드 키커스를 개최하거나 일리노이주 브리지뷰에 있는 토요타 파크에서 시카고 파이어를 방문할 것이다. 시애틀은 준결승에서 댈러스를, 시카고는 리치몬드를 꺾고 준결승에서 사운더스 FC가 센추리링크 필드에서 열린 2011년 오픈 컵 결승전에서 파이어를 주최하게 되었다. 시애틀은 2010년 이전 결승전을 개최하여 31,311명의 관중을 끌어모았고 1929년 New York Hakoah 가 St.
2011년 결승전 티켓은 9월 6일에 대중에게 판매되었다. 9월 19일까지 이미 27,000장의 티켓이 판매되었다고 발표되었다. 9일 후 티켓 판매가 30,000장을 돌파했고 CenturyLink Field의 북쪽 끝에 있는 "Hawks Nest" 관람석 이 이벤트에 제공될 것이라고 발표되었다. 결승전을 앞둔 주에 사운더스 FC의 소유주이자 총지배인인 아드리안 하나우어는 수요를 충족시키기 위해 경기장의 일부 구역을 계속해서 개방할 것이라고 밝혔다. 그는 "어떤 고객도 지불하지 않을 것"이라고 말했다.
더 나은 MLS 정규 시즌 기록과 홈 필드 이점으로 Sounders FC가 경기에서 승리하는 데 가장 좋아했다. 그러나 Fire는 윙어 와 미드 필더의 더 나은 플레이를 통해 일년 내내 개선되었다.
시애틀과 시카고는 2011년 MLS 정규 시즌 경기에서 두 번 만났다. 2011년 4월 9일 첫 번째 회의에서 홈 관중 앞에서 Sounders FC가 2-1로 승리했다. 시애틀의 시즌 5번째 경기였다. 두 번째 회의는 2011년 6월 4일 시카고에서 개최되었으며 결과는 0-0 무승부였다. 지난주 구단에서 해고된 카를로스 데 로스 코보스 를 대신한 프랭크 클로파스 시카고 감독의 첫 경기였다. 선수로서 Klopas는 1998 US Open Cup 결승 에서 시카고의 우승 골을 넣었다. 코치로서 ESPNChicago.com 분석가 Charlie Corr는 이전에 시애틀을 만난 이후 팀의 성공적인 전술 변화에 대해 그를 인정했다.
결승전을 앞두고 시애틀은 최근 장거리 여행을 마쳤다. 시카고의 일정은 일주일 만에 세 번째 경기를 만들었다. 결승전을 준비하기 위해 감독들은 경기 이틀 전 각 리그 경기에서 약한 팀을 수비하여 여러 정규 선발 선수를 쉬게했다. Sounders는 이미 MLS 플레이오프 진출권을 확보한 상태에서 잘 플레이하고 있었다. 결승전 전 주말 뉴잉글랜드 레볼루션 을 상대로 승리를 거두며 팀은 3연승 행진을 이어갔다. The Fire는 9월 28일 Real Salt Lake를 이겼지만 결승 전 주말 Houston Dynamo 와의 무승부 이후 플레이오프 기회가 줄어들었다.

### 세부
| Seattle Sounders FC | Chicago Fire |